# 河邉徹
河邉 徹（かわべ とおる、1988年6月28日 - ）は、日本の小説家、作詞家、写真家、ドラマー。WEAVERの元ドラマー。

## 来歴・人物
- 関西学院大学文学部卒業[2]。哲学を専攻していた。在学時は東京から日帰りで通学していた。
- バンドのメンバーである 奥野翔太、杉本雄治とは兵庫県立神戸高等学校時代の同級生である[1]。高校1年の時に杉本と奥野が知り合い、2人でバンドを組もうということになり、2人がドラムはどうしようかという話をしていたとき、河邉が教室の前を通りかかり、当時全く面識のなかった奥野に突然呼び止められたことが結成のきっかけである[1]。
- 2013年に関ジャニの仕分け∞に出演しフルコンボを達成した｡
- 2018年に小説『夢工場ラムレス』で小説家デビュー[3]。
- 2020年『流星コーリング』で広島本大賞を受賞。
- 2020年に星空・風景写真集を作り、即完。
- WEAVERのドラマーでほぼ全ての楽曲の作詞を担当している。
- 作詞家として影響を受けた作品にBUMP OF CHICKENの「jupiter」を挙げている。
- 小説家として影響を受けた作家に太宰治や吉田修一を挙げている。
- 書店で選書フェアをするなど、読書家として知られている。
- 星空、風景の写真を撮る。
- 2022年9月、「蛍と月の真ん中で」が第34回読書感想画中央コンクール中学校・高等学校の部の指定図書に選ばれる
- 2023年7月、「僕らは風に吹かれて」の朗読会を実施
- 2024年10月、第8回未来屋小説大賞に「ヒカリノオト」がノミネート

## 作品

### 作詞
- WEAVERのほとんどの楽曲「くちづけDiamond」「僕らの永遠〜何度生まれ変わっても、手を繋ぎたいだけの愛だから」など
- 牧野由依「シルエット」（2021年）[4]
- 渡辺美里「夢ってどんな色してるの」（2014年）
- ShoyuSound「水彩と物語」（2025年）

### 小説
- 『夢工場ラムレス』（2018年5月 KADOKAWA）
- 『流星コーリング』（2019年3月 KADOKAWA/2022年2月文庫）
- 『アルヒのシンギュラリティ』（2020年8月 クラーケンラボ）
- 『僕らは風に吹かれて』（2021年3月 ステキブックス）
- 『蛍と月の真ん中で』（2021年10月 ポプラ社/2024年6月文庫）
- 『言葉のいらないラブソング』（2023年3月 PHP研究所）
- 『ヒカリノオト』（2024年5月 ポプラ社）

### 漫画
- 『流星コーリング〜双つ星の願い事〜』（2022年3月 KADOKAWA）

### 写真集
- 『Before a Story〜Lake Tekapo〜』（2020年6月）
- 『Moonlight and Aurora Tales』（2024年6月）

## 出演

### テレビ番組
- 関ジャニの仕分け∞2時間半スペシャル（2013年3月30日放送）
- 王様のブランチ・ブックコーナー（2024年6月15日放送）

### イベント
- PHP研究所刊「言葉のいらないラブソング」発刊記念サイン会 SHIBUYA TSUTAYA（2024年3月10日）紀伊國屋書店梅田本店（2024年3月19日）星野書店近鉄パッセ店（2023年5月21日）
- 「ヒカリノオト（ポプラ社）」刊行記念 河邉徹サイン会 紀伊國屋書店梅田本店（2024年5月26日）ジュンク堂書店池袋本店（2024年5月31日）
- 河邉徹『ヒカリノオト』（ポプラ社）刊行記念　オンライントークイベント「音楽と小説　創作の裏側」
- 河邉徹展「光の配達屋～MoonlightandAuroraTales~」（2024年6月28日-6月30日）
- 成城大学 ライブラリーサポーター企画講演2024（2024年11月2日）